# Aedes angustus
Aedes angustus är en tvåvingeart som beskrevs av Edwards 1935. Aedes angustus ingår i släktet Aedes och familjen stickmyggor. Inga underarter finns listade i Catalogue of Life.